# 1998 SD9
1998 SD9 est un astéroïde Aton.